# زویکوف (ناحیه چسکه بودیوویتسه)
زویکوف (به چکی: Zvíkov) یک منطقهٔ مسکونی در جمهوری چک است که در شهرستان چسکه بودیوویتسه واقع شده‌است. زویکوف ۹٫۶۴ کیلومتر مربع مساحت و ۲۷۴ نفر جمعیت دارد و ۴۸۵ متر بالاتر از سطح دریا واقع شده‌است.